# (175437) Zsivótzky
(175437) Zsivótzky est un astéroïde de la ceinture principale.

## Description
(175437) Zsivótzky est un astéroïde de la ceinture principale. Il fut découvert le 21 août 2006 à Piszkéstető par Krisztián Sárneczky et Zoltán Kuli. Il présente une orbite caractérisée par un demi-grand axe de 2,80 UA, une excentricité de 0,24 et une inclinaison de 8,7° par rapport à l'écliptique.